# Ballerina
Ballerina (títol original en anglès: Ballerina) és una pel·lícula franco-canadenca de 2016, codirigida per Eric Summer i Éric Warin. Es tracta d'una pel·lícula d'aventures i d'animació en 3D en llengua anglesa que gira al voltant del ball i els musicals. El guió, escrit per Summer, Carol Noble i Laurent Zeitoun, amb música de Klaus Badelt, ens presenta una noia òrfena i pobra que somnia en ser ballarina i té la possibilitat de fer una audició a la reconeguda escola del Ballet de l'Òpera Nacional de París. Aquesta pel·lícula s'ha doblat al català.
Elle Fanning, Dane DeHaan, Maddie Ziegler i Carly Rae Jepsen donen veu als personatges principals a la versió original. Es va estrenar als cinemes de França i Regne Unit el desembre de 2016 i s'estrenarà als Estats Units el 21 d'abril de 2017 amb el títol Leap!. A Catalunya es va estrenar el 27 de gener de 2017.

## Argument
En els anys 1880, Felícia (Elle Fanning), una noia òrfena i pobra que somnia ser ballarina professional però no té estudis ni mitjans, s'escapa de l'orfenat on viu a la Bretanya rural per anar a París amb el seu amic Víctor (Dane DeHaan), un jove inventor. Aviat han de separar-se, ja que Víctor comença a treballar al taller de Gustave Eiffel com a ajudant. Felícia té la possibilitat de fer una audició a la reconeguda escola del Ballet de l'Òpera de París quan suplanta la identitat de la cruel, pretensiosa i malcriada Camille Le Haut (Maddie Ziegler). Sense diners i sense una experiència formal prèvia, Felícia aconsegueix entrar a l'escola on superarà grans dificultats i farà nous amics.
Allà coneix una dona de la neteja misteriosa que coixeja, Odette (Carly Rae Jepsen), que li farà de mentora; resulta ser una antiga ballarina. Sense tècnica però amb gran determinació i l'ajuda d'Odette i Víctor, Felícia s'enfronta a molts fracassos i reptes. Felícia pateix la forta pressió del coreògraf de l'escola, Merante (Terrence Scammell), el qual és molt exigent i descarta la pitjor ballarina al final de cada classe, així doncs, es veu obligada a millorar molt de pressa per evitar ser expulsada de classe i poder aconseguir el paper de Clara a El Trencanous, acompanyant a l'escenari a la gran Roseta Mauri.